# Zetti
Armelino Donizetti Quagliato eller bare Zetti (født 10. januar 1965 i Porto Feliz, Brasilien) er en tidligere brasiliansk fodboldspiller (målmand) og -træner, der med Brasiliens landshold vandt guld ved VM i 1994 i USA. Han var dog ikke på banen i turneringen. I alt nåede han at spille 17 landskampe i begyndelsen af 1990'erne, og deltog også ved Copa América i 1993.
Zetti spillede på klubplan for adskillige klubber i hjemlandet, primært Palmeiras, São Paulo FC og Santos FC. Med São Paulo var han med til at vinde både et brasiliansk mesterskab, to São Paulo-statsmesterskaber, samt to udgaver af både Copa Libertadores og Intercontinental Cup.